# Zamach stanu w Syrii (marzec 1949)
Zamach stanu w Syrii (marzec 1949) – bezkrwawy zamach stanu przeprowadzony 30 marca 1949 roku w Republice Syryjskiej przez oddziały wojska syryjskiego pod przywództwem pułkownika i szefa Sztabu Generalnego Syryjskich Sił Zbrojnych Husniego az-Za’ima, we współpracy ze Stanami Zjednoczonymi. Zamach uważany jest za efekt jednej z pierwszych tajnych akcji CIA.

## Geneza
W listopadzie 1948 roku w Syrii wybuchły zamieszki antyamerykańskie i antyizraelskie. Premier Dżamil Mardam ustąpił, a jego miejsce zajął Chalid al-Azm. W trakcie tego kryzysu agent CIA Stephen Meade nawiązał kontakt z prawicowymi oficerami armii syryjskiej, w tym z Husnim az-Za'imem. Podczas co najmniej 6 spotkań omawiali i planowali możliwość zainstalowania reżimu wojskowego w Syrii. CIA do pomocy i do planowania zamachu powołała specjalny zespół. Stronie amerykańskiej odpowiadało silnie antysowieckie nastawienie Za'imego. Jego samego określono jako dyktatora z republiki bananowej. Za’im nie popierał również pomysłu zjednoczenia Syrii i Iraku w Wielką Syrię - pomysłu forsowanego przez niektóre środowiska syryjskie i wspieranego przez Abd Allaha I ibn Husajna, króla Transjordanii. Było to na rękę USA, które obawiały się zmniejszenia wpływów saudyjskich w regionie. Proamerykańskie i profrancuskie nastawienie przywódcy zamachu osłabiało też wpływy brytyjskie w regionie.
14 marca 1949 roku Za’im poprosił USA o pomoc w wywołaniu w Syrii niepokojów wewnętrznych koniecznych do przeprowadzenia zamachu stanu, lub o fundusze na ten cel. 21 marca Za’im ponowił Meade'owi gotowość do działania, jeśli USA zapewnią wsparcie. Niedługo po tym do Damaszku przyjechał podsekretarz stanu USA George McGhee, aby omówić kwestię przyjęcia uchodźców palestyńskich. Najpewniej jednocześnie autoryzował działania Za'ima. W Syrii ponownie wybuchły zamieszki - przeciw korupcji w rządzie i niepowodzeniach w trwającej wojnie z Izraelem. Na dwa dni przed zamachem, w Palestynie miało też dojść do spotkania Fauziego al-Kawukdżiego, dowódcy Arabskiej Armii Wyzwoleńczej, z liczną grupą oficerów syryjskich i byłych oficerów Armii Wyzwoleńczej.
Arabska gazeta Jezira wskazywała jako przyczyny buntu francusko-syryjską umowę monetarną, sprawę koncesji na rurociąg (planowany przez ARAMCO od końca 1945, a decyzja w sprawie którego utknęła w syryjskim parlamencie), rozmowy pokojowe z Izraelem, i przymusowe wycofanie się wojsk syryjskich z Libanu.
30 marca Za’im przeprowadził zamach stanu. Aresztował prezydenta Szukriego al-Kuwatliego i członków rządu, oraz zawiesił konstytucję. Zamknięto również granicę z Libanem i wprowadzono godzinę policyjną. Za’im wydał dekret rozwiązujący parlament i ogłosił utworzenie konstytuanty mającą stworzyć nową konstytucję i ordynację wyborczą.
W nowo utworzonym przez siebie rządzie Za’im objął funkcję prezydenta, premiera, ministra spraw wewnętrznych i spraw zagranicznych. 
17 kwietnia nowy rząd Syrii został uznany przez Iran. 23 kwietnia - przez Egipt i Arabię Saudyjską. 27 kwietnia - wspólnie przez USA, Wielką Brytanię i Francję.
25 czerwca Za’im wygrał referendum, dzięki któremu został prezydentem Syrii a na premiera wybrano Muhsina al-Baraziego, byłego ministra ds. Egiptu i Arabii Saudyjskiej.
Radio Damaszek cytowało na antenie słowa Za'imego: „Kierowani patriotycznym wezwaniem, cierpiąc pod zdradzieckimi rządami naszych tak zwanych 'serdecznych' władców, zostaliśmy zmuszeni odsunąć poprzedni rząd, i tymczasowo musimy sami przejąć zadania rządu”.
Jak donosił Dżamal Baban, iracki polityk kurdyjskiego pochodzenia, jedynie Druzowie byli entuzjastycznie nastawieni do Za'ima. Sam Za’im zwierzył się Babanowi, że uważa, że kolejne wybory na pewno zostaną „ustawione”. 
Wiadomo, że Za'imowi pomagali w przewrocie liczni byli żołnierze niemieccy, jak SS-Standartenführer Walter Rauff, mianowany później komisarzem ds. bezpieczeństwa (miał zająć się reorganizacją syryjskiego wywiadu).

## Skutki
Z punktu widzenia USA działania Za'ima przekroczyły pokładane w nim oczekiwania. 15 kwietnia Meade raportował do USA, że w całej Syrii aresztowano ponad 400 domniemanych komunistów. 28 kwietnia Za’im przekazał ambasadorowi USA, że Syria wznowi rozmowy pokojowe z Izraelem i rozważy przyjęcie 250 000 uchodźców palestyńskich. 16 maja Za’im zgodził się na przebieg rurociągu transarabskiego przez terytorium Syrii, mimo szerokiego sprzeciwu społeczeństwa syryjskiego, które uważało rurociąg na narzędzie wpływu Zachodu. 30 maja zdelegalizował partie komunistyczne i aresztował lewicowych aktywistów. W lipcu, jako ostatni kraj, zawarł rozejm z Izraelem.
Reżimowi przeciwstawiała się zbrojna opozycja, działająca m.in. z Libanu.
Junta Za'ima została obalona 14 sierpnia 1949 roku przez kolejny zamach stanu, przeprowadzony przez Samiego al-Hinnawiego. Jako słabość dyktatury Za'imego upatruje się w jego skupieniu się na zabezpieczeniu władzy od czynników zewnętrznych (poprawa stosunków USA, Francją, Egiptem, Izraelem), podczas gdy jego poparcie w kraju pozostało słabe. W 1949 w Syrii przeprowadzono łącznie 3 udane zamachy stanu, a do 1970 - piętnaście.